# Zlatni čagalj
Zlatni čagalj (Canis aureus)  sisavac je iz porodice pasa latinski: Canidae. Zlatni čagalj je najraširenija vrsta čaglja na svijetu, dijeli se na 13 podvrsta. Jedna podvrsta, europsko-maloazijski čagalj (Canis a. moreoticus) autohtona je na Balkanu. U Hrvatskoj je raširen u cijeloj Dalmaciji i priobalju sve do Istre, također se pojavljuju u istočnoj Slavoniji i Baranji kao dio oporavljene populacije iz Mađarske. 

## Opis
Zlatni čagalj (Canis aureus) je srednje velika vrsta iz porodice Canidae koja nastanjuje sjevernu i sjevernoistočnu Afriku, jugoistočnu i središnju Europu (do Austrije i Mađarske), Malu Aziju i Bliski Istok, te jugoistočnu Aziju. 
Na listi ugroženih životinja svrstan je među skupinu – mala zabrinutost, zbog velikog područja na kojem živi, a koje sadrži dijelove s optimalnim uvjetima zaklona i hrane.
Vrlo je prilagodljiva vrsta koja se hrani raznom vrstom hrane, a i živi u različitim klimatskim uvjetima, od afričkih savana, planina Kavkaza do šuma Indije. Najveći je od svih čagljeva i jedini je pripadnik porodice koji živi van Afrike. Dijeli se na 13 podvrsta. Premda se često svrstava s ostalim čagljevima (crnoleđi čagalj i prugasti čagalj) genetska istraživanja su pokazala da je zlatni čagalj rodbinski bliži sivom vuku i kojotu. Genetski dokazi se poklapaju s formom lubanje koja također više sliči rečenom dvojcu nego ostalim čagljevima. 
Zlatni čagalj se ponekad spominje u folkloru i mitologiji s određenim simpatijama. U indijskim pričama opisuje se kao lukavac, a u staroegipatskoj mitologiji ima glavnu ulogu u balzamiranju kao Anubis, bog mrtvih.
Nekada se smatralo da je zlatni čagalj predak nekih psećih pasmina, danas je to odbačeno, premda se u iznimnom slučaju može pariti s domaćim psima.

## Podvrste
- Alžirski čagalj (lat. Canis a. algirensis) – tamniji od C. a. aureus, s tri kruga boje prašine na repu. Po veličini je jednak crvenoj lisici. Živi u Alžiru, Maroku i Tunisu. Latinski sinonimi su: barbarus (C. E. H. Smith, 1839), grayi (Hilzheimer, 1906) i tripolitanus (Wagner, 1841)

- Senegalski čagalj (lat. Canis a. anthus – u usporedbi s Canis aureus lupaster nekoliko je centimetara duži i rame mu je 2 – 3 cm više, ima duže uši, glava mu više sliči na psa, a tijelo mu je mršavije. Rep mu je kraći i manje dlakav. Njuška mu je sjajno siva, a vrat i donji dijelovi bijeli. Nema crni prsten oko vrata ni karakteristične tamne točke koje ima egipatski čagalj.[4] Živi u Senegalu. Latinski sinonim je: senegalensis (C. E. H. Smith, 1839).

- Obični čagalj (lat. Canis a. aureus) – ovo je tek prijedlog za novu podvrstu. Velik je s mekanim, svijetlim krznom pretežno boje pijeska. Živi u Srednjoj Aziji, Afganistanu, Iranu, Iraku, na Arapskom poluotoku, u Balučistan, sjeverozapadnoj Indiji. Latinski sinonimi: balcanicus (Brusina, 1892), caucasica (Kolenati, 1858), dalmatinus (Wagner, 1841), hadramauticus (Noack, 1896), hungaricus (Ehik, 1938), kola (Wroughton, 1916), lanka (Wroughton, 1916), maroccanus (Cabrera, 1921), typicus (Kolenati, 1858) i vulgaris (Wagner, 1841).

- Serengetski čagalj (lat. Canis a. bea) – živi u Keniji, sjevernoj Tanzaniji.

- Sijamski čagalj (lat. Canis a. cruesemanni) – manji od C. a. indicus. Pojedini autori negiraju njegov status podvrste, a njihovo obrazloženje se zasniva na obrazloženju da se klasifikacija temeljila samo na opisima uhvaćenih primjeraka. Živi u Tajlandu, Laosu, Kambodži, Vijetnamu, Mjanmaru, Kini (Yunnan) i istočnoj Indiji.

- Indijski čagalj (lat. Canis a. indicus) – živi u Indiji, Kini (Tibet) i Nepalu.

- Egipatski čagalj (lat. Canis a. lupaster) – živi u Egiptu.

- Europski čagalj (lat. Canis a. moreoticus) – živi u Jugoistočnoj Europi, Maloj Aziji i na Kavkazu.

- Čagalj iz Šri Lanke (lat. Canis a. naria) – živi na jugu Indije i u Šri Lanki. Latinski sinonim je lanka (Wroughton, 1838).

- Canis a. riparius – Patuljasta podvrsta visine tek 30 cm do ramena. Većinom je sivo žute boje koja se miješa s manjom količinom crne. Njuška i noge su više žuti, a donji dijelovi tijela bijeli. Živi u Somaliji i na obalama Etiopije i Eritreje. Latinski sinonimi su: hagenbecki (Noack, 1897), mengesi (Noack, 1897) i somalicus (Lorenz, 1906).

- Sudanski čagalj (lat. Canis a. soudanicus) – manji i laganije građen od  C. a. lupaster, visine ramena od 38 cm), te duljine tijela do 102 cm. U usporedbi s vukolikim C. a. lupaster, C. a. soudanicus je građen više kao hrt. Uši su mu nešto dulje od C. a. lupaster a boja tijela je svijetlosivkasta sa sjajnim preljevom, te s crnim mrljama. Živi u Sudanu i Somaliji. Latinski sinonimi su: doederleini (Hilzheimer, 1906), nubianus (Cabrera, 1921), thooides (Hilzheimer, 1906) i variegatus (Cretzschmar, 1826).

- Sirijski čagalj (lat. Canis a. syriacus) – teži 5 – 12 kg, i ima tijelo duljine 60 – 90 cm. Razlikuje se po smeđim ušima. Svaka dlaka na leđima ima četiri različite boje, bijele u korijenu, zatim crne, poviše je lisičje-crvena, a vrh je crn. Živi u Izraelu i zapadnom Jordanu.

## Drugi projekti
|  | Zajednički poslužitelj ima još gradiva o temi Zlatni čagalj |
|  | Wikivrste imaju podatke o taksonu Zlatni čagalj             |